# Lijnpissebed
De lijnpissebed (Cyathura carinata) is een pissebed uit de familie Anthuridae. De wetenschappelijke naam van de soort werd in 1847, als Anthura carinata, voor het eerst geldig gepubliceerd door Henrik Nikolai Krøyer.

## Beschrijving
De lijnpissebed heeft lang en smal, subcilindrisch lichaam met kleine open. De kleur is witachtig met een roodbruine vlek. Bij beide geslachten zijn de antennes klein. De pereonale segmenten zijn langer dan breed. De pleon-segmenten op het achterlijf zijn onduidelijk bij beide geslachten; met staartdraadjen (uropoden) die dorsaal en mediaal over de telson buigen. De telson versmalt tot een afgeronde top. Lichaamslengte tot ongeveer 14 mm.